# George Barany (Chemiker)
George Barany (* 19. Februar 1955 in Budapest) ist ein US-amerikanischer Chemiker.
Barany wurde 1977 an der Rockefeller University bei R. Bruce Merrifield promoviert und blieb dort bis 1980 als Post-Doktorand. Er ist Professor an der University of Minnesota, zunächst ab 1981 als Assistant Professor, ab 1991 als Distinguished McKnight University Professor.
Barany befasst sich mit Peptid-Synthese nach der Festkörperphasen-Methode, Schutzgruppen für organische funktionelle Gruppen, Chemie von Thiolen, Disulfiden und Polysulfanen, Biochemie des Knoblauchs. Er entwickelte mit seiner Gruppe einer Reihe von Reagenzien und Verfahren, die in der kombinatorischen Chemie und Peptidsynthese Verwendung fanden (PAL,XAL,BAL Linker, PEG-PS und CLEAR Träger).
1982 erhielt er den Searle Scholar Award, 1994 den Vincent du Vigneaud Award, 2006 den Ralph F. Hirschmann Award in Peptide Chemistry und 2015 den Murray Goodman Award der American Peptide Society. Er ist Mitglied der American Association for the Advancement of Science.